# Final Fight 2
Final Fight 2 är ett sidscrollande TV-spel utgivet av Capcom till SNES 1993. 2009 släpptes spelet till Wiis Virtual Console i Capcom och Nordamerika.
Bland de spelbara figurerna finns Carlos and Maki Genryusai. Cody från första spelet finns inte med, däremot Haggar. Tillsammans skall de resa runt i världen och stoppa gänget Mad Gear, samt rädda Makis syster och far.

### Fotnoter
1. ↑  ”Final Fight 2” (på engelska). Mobygames. 22 mars 1993. http://www.mobygames.com/game/final-fight-2. Läst 3 december 2015.